# Hofje

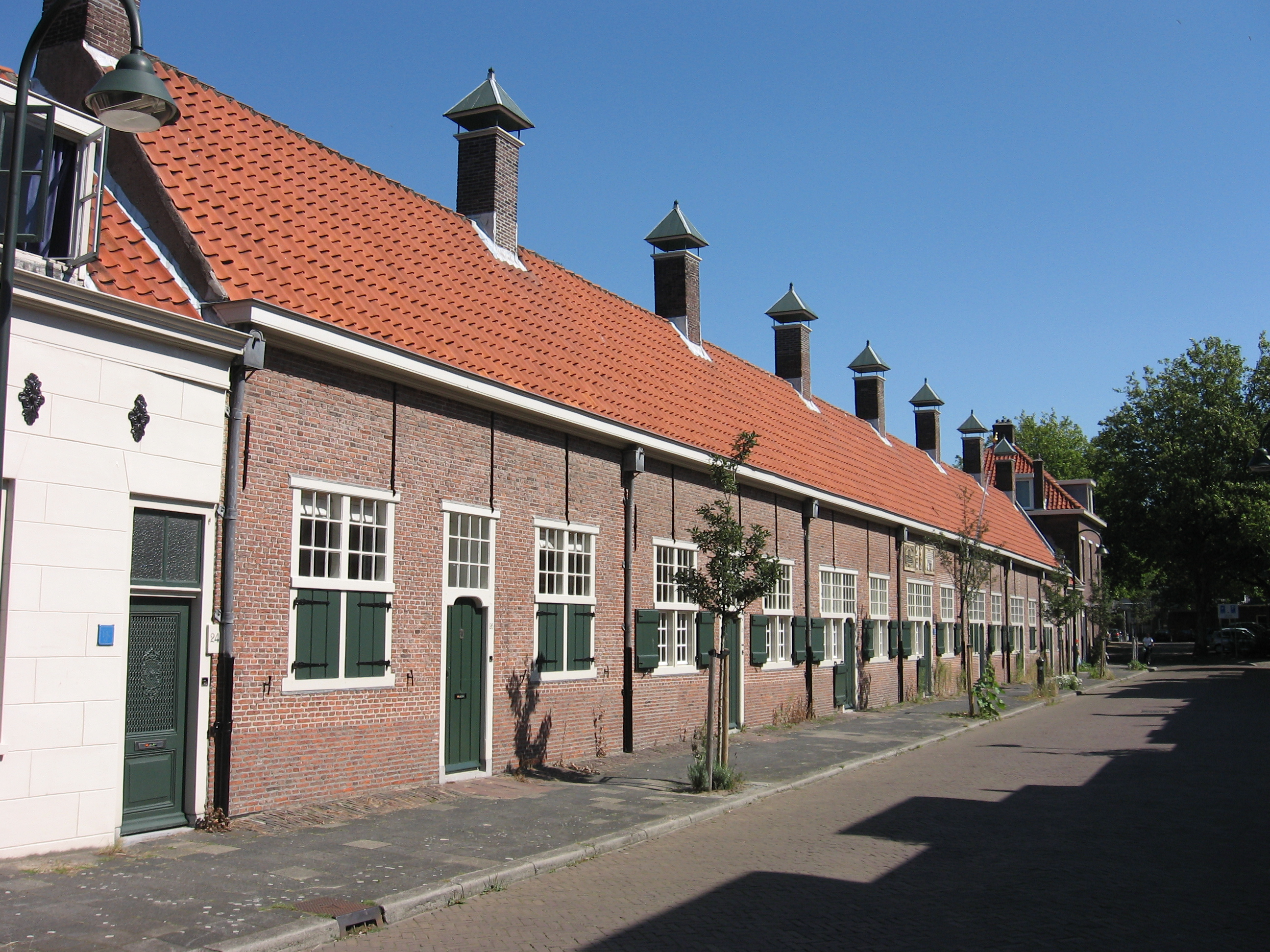
Le Hofje van Gratie à Delft.

Le mot néerlandais hofje, diminutif de hof, « cour », désigne un ensemble architectural composé de maisonnettes disposées en carré autour d’une cour intérieure ou d’un patio, formant ainsi une sorte de monde clos. 
Il y a lieu de distinguer entre hofjes de bienfaisance (en néerl. liefdadigheidshofjes), hofjes dits d’exploitation (exploitatiehofjes, exploitation n’étant pas ici à prendre en mauvaise part) et hofjes à finalité de logement social. Les hofjes de bienfaisance — asiles de vieillards, refuges de pèlerins, etc. — datent du XIIIe au XIXe siècle, tandis que les deux autres types sont de construction plus récente, de la deuxième moitié XIXe et du début du XXe siècle. Les hofjes d’exploitation ou d’ouvriers étaient destinés à héberger des ouvriers venus s’établir dans les villes, et accueillaient donc des familles au complet, souvent dans des conditions assez frustes. Certains hofjes de bienfaisance étaient partie intégrante d’organisations de prévoyance sociale réservées aux membres de telle communauté religieuse ou de telle autre catégorie sociale, telle que mariniers, personnel de la cour royale ou sous-officiers, et étaient destinées à abriter dans leurs maisonnettes des personnes âgées impécunieuses, femmes pour la plupart.

## Architecture

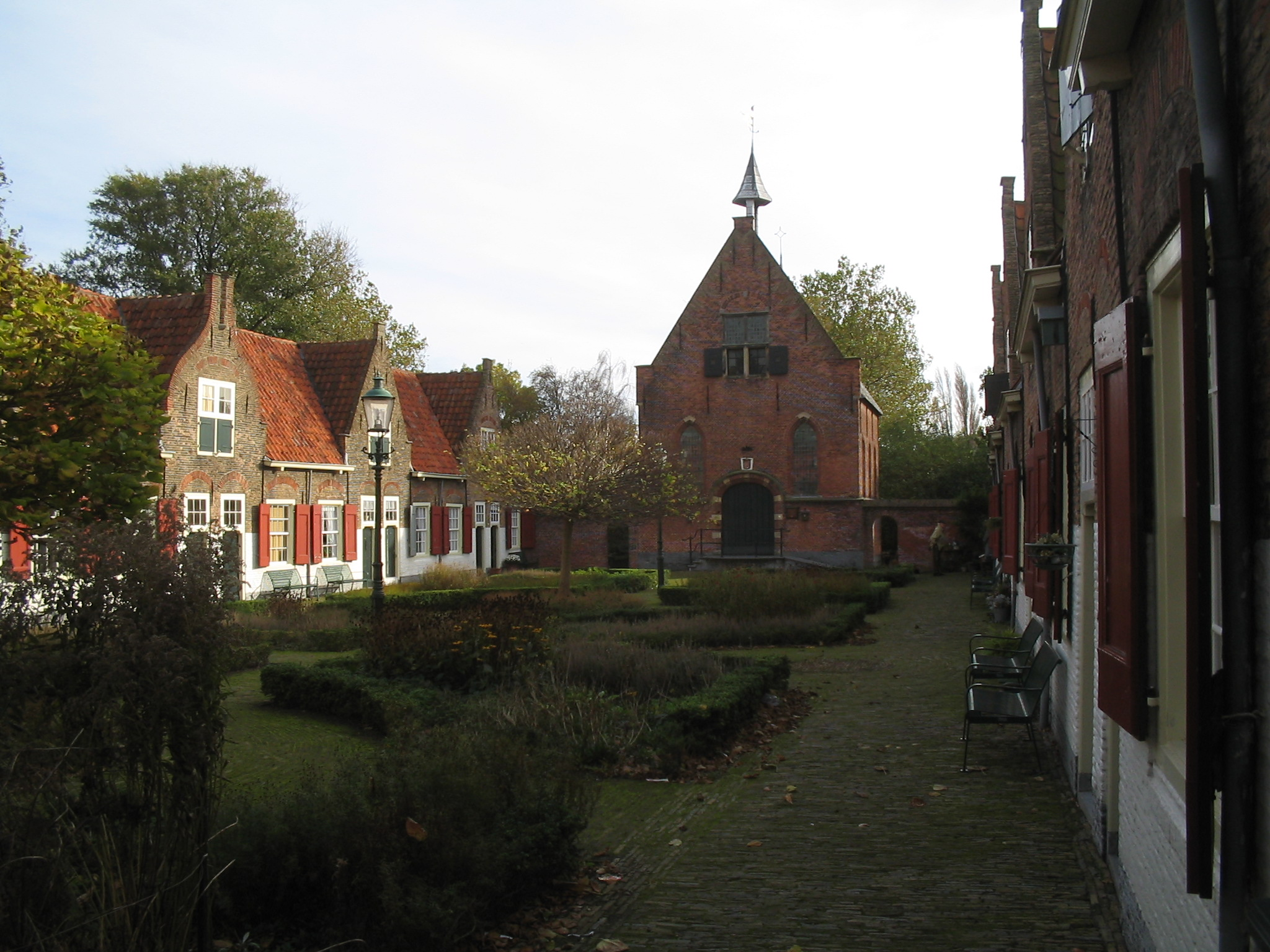
Le Geesthof à Naaldwijk.

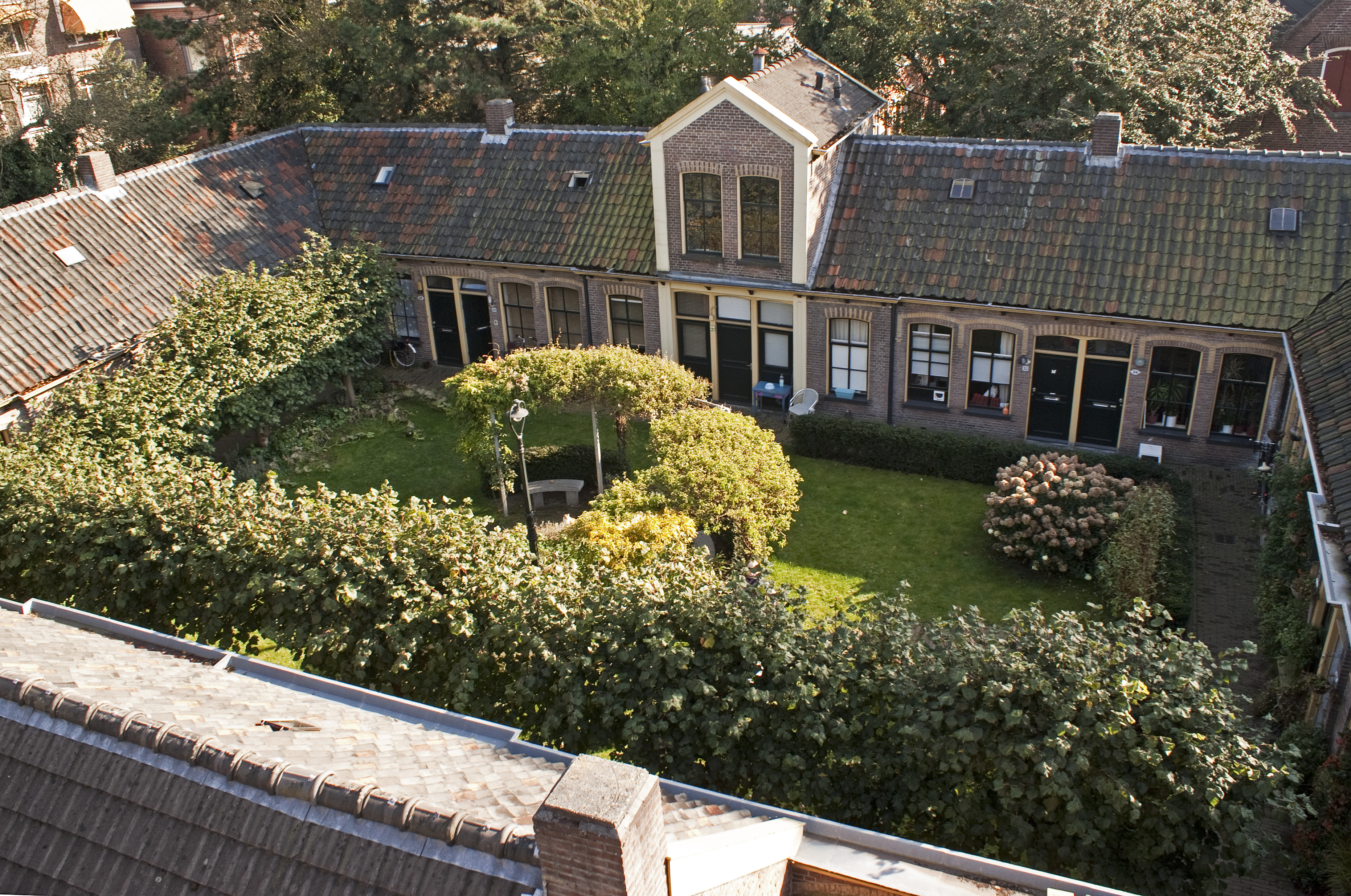
Le Middengasthuis à Groningue.

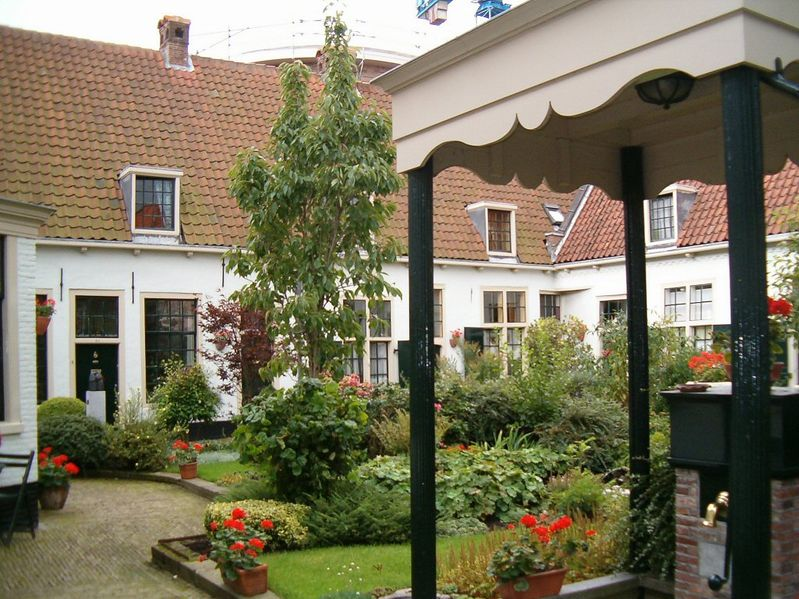
Le Hofje van Bakenes à Haarlem.

Le mot hof, « cour », signifie étymologiquement une étendue de terrain ceint d’une clôture, d’une douve, ou cerné d’autre façon, et recouvre donc le sens du mot français plessis ; le mot hofje, morphologiquement le diminutif de hof, a pris un sens spécifique, et ne saurait donc être rendu en français par courette.
En l’espèce, la désignation hofje s’explique par l’agencement particulier de maisonnettes contiguës autour d’une cour intérieure rectangulaire, souvent gazonnée et arborée, maisonnettes dont les façades arrière, percées d’aucune ouverture, forment une sorte de mur d’enceinte. Le monde clos ainsi constitué n’était accessible que par un ou deux portails d’entrée, de surveillance aisée, qu’un concierge, employé par la fondation, était chargé de fermer dès 10 heures du soir. Dans cette cour intérieure se situaient autrefois les services communs tels que lieux d’aisance et lavoir. Un cas particulier de hofje est le béguinage (en néerlandais begijnhof, où se retrouve également le mot hof), où une disposition semblable des bâtiments en espace clos répond à des motifs religieux. 
À chaque hofje correspondait une fondation, laquelle était financée et dirigée par un groupe de personnes nanties, appelées régents (néerl. regenten) et habilitées à attribuer les logements. Beaucoup de hofjes de bienfaisance comprenaient un poortgebouw, corps de bâtiment particulier encadrant le portail d’entrée et comportant une regentenkamer, salle souvent richement ameublée où avaient coutume de se réunir les régents.

## Genèse et destination
Les vieillards nécessiteux ne pouvaient, en l’absence de protection sociale, s’en remettre qu’à leur famille, à leur communauté religieuse ou à la munificence de personnages fortunés. Ces derniers, souvent des personnes demeurées sans enfants et désireuses de pérenniser leur nom en l’attachant à un hofje ou de s’assurer une place au paradis, se plaisaient à manifester leur générosité en fondant des hofjes où des personnes âgées démunies pouvaient se loger gratuitement. Les églises également ont figuré parmi les fondateurs de hofjes.
Les hofjes destinés aux personnes âgées étaient en général habitées par de vieilles dames ou des couples. À l’intention des hommes âgés vivant seuls, réputés moins à même de conduire leur propre ménage, furent créés des asiles de vieillards (masculins, en néerl. oudemannenhuizen) et des proveniershuizen, où ils pouvaient bénéficier d’une prise en charge complète.
Le séjour dans un hofje était souvent gratuit et considéré comme une faveur. Les régents s’estimaient en droit d’exiger que les habitants eussent une conduite vertueuse ; ainsi était-il impératif d’assister aux offices religieux, et tout visiteur était-il censé avoir quitté le hofje après dix heures du soir, et les habitants, s’ils souhaitaient s’absenter la nuit, devaient-ils en demander préalablement la permission. Beaucoup de hofjes disposaient d’une propre chapelle, de sorte à épargner aux habitants de longs déplacements pour assister aux offices.

## Diffusion
Les hofjes sont avant tout un phénomène néerlandais, même s'il s'en trouve quelques exemples dans la Belgique actuelle. La plupart ont été construits entre les XIIIe et XIXe siècles et sont situés dans les provinces de Hollande-Septentrionale et Méridionale, nommément dans les villes d’Amsterdam, Alkmaar, Delft, La Haye, Haarlem, Hoorn, Leerdam, Naaldwijk et Leyde, ceux de Haarlem étant en particulier célèbres. On en trouve par ailleurs dans d’autres villes et localités anciennes, épars à travers les Pays-Bas, telles que Zutphen, Utrecht et Maastricht, et en grand nombre à Groningue, où du reste ils sont désignés par le terme de gasthuis (‘hospice’).

## Destin actuel
Si les hofjes de bienfaisance n’ont pas tous été préservés, ceux qui sont parvenus jusqu’à nous ont la particularité d’être aujourd’hui encore occupés, et cela, comme par le passé, en majorité par des femmes. Contrairement à autrefois cependant, on n’y loge plus à titre gracieux. En particulier, les maisonnettes de nombre de hofjes à La Haye sont passées en des mains privées. À Leerdam, le Hofje van Mevrouw Van Aerden, quoique toujours habité, peut se visiter à la façon d’un musée, avec visites guidées, de même que le Bruntenhof à Utrecht, lequel, encore habité également, est (hormis le soir) en accès libre et gratuit pour le public.